# Petre Anghel
Petre Anghel (n. 3 februarie 1944, Băilești, Dolj, România – d. 3 aprilie 2015, București, România) a fost un scriitor român, profesor universitar și conducător de doctorat.

## Biografie
A absolvit în anul 1969 Facultatea de Limbă și Literatură Română din Universitatea București. A obținut titlul de doctor în filologie cu o teză despre Mihai Ralea (1978) și doctoratul în teologie cu teza Influența literaturii sapiențiale asupra literaturii române (2003). Doctor in Sociologie. A debutat cu volumul de versuri Duhul pământului, girat de Mircea Ciobanu și Marin Preda. În 1976 debutează în proză cu romanul Fratele nostru Emanuel, editat de Cartea Românească, pentru care obține premiul Asociației Scriitorilor din București. Petre Anghel mărturisește că a avut șansa rară de a cunoaște îndeaproape trei personalități de excepție ale culturii contemporane, la umbra cărora și-a modelat spiritul: Constantin Noica, Marin Preda și Petre Țuțea. De marele editor Mircea Ciobanu, el însuși un poet și prozator de excepție, l-a legat o prietenie ireproșabilă. Autorul se declară creația profesorilor de la Facultatea de Litere din Universitatea Bucureșteană: Al. Rosetti, Zoe Dumitrescu-Bușulenga, Ovidiu Drimba, Dumitru Micu, Eugen Simion, Cornel Mihai Ionescu, Al. Hanță, Constantin Cruceru, Octavian Butoi. După 1989, Petre Anghel, fructificând experiența de ziarist și scriitor, se dedică activității didactice universitare, specializându-se în domeniul științelor comunicării, fiind lector dr. la Institutul Teologic Adventist, conf. dr. la Institutul Teologic Baptist, prof. univ. dr. la Universitatea din București (Facultatea de Sociologie și Asistență socială), conducător de doctorat în domeniul Științe ale Comunicării.

## Opera

### Romane
- Fratele nostru Emanuel, Editura Cartea Românească, 1976 - premiul Uniunii Scriitorilor.
- Lupii la stână, Editura Cartea Românească, 1978.
- Prindeți vulpile, Editura Eminescu, 1978.
- Școala pedepselor, Editura Junimea, 1978.
- Sita lui Mamona, Editura Cartea Românească, 1980.
- Dincolo de iubire, Editura Junimea, 1980.
- Întoarcerea fiilor risipitori, Editura Cartea Românească, 1982.
- Oaspeții bătrânului Catul, Editura Cartea Românească, 1984.
- Moștenitorul, Editura Cartea Românească, 1986.
- Dealul Viilor, Editura Cartea Românească, 1988.
- Zodia vărsătorului de plumbi, Editura Militară, 1989.
- Umbra lui Ionatan, Editura Omega-Ideal, 2005.
- Carraria, Editura Limes, 2009.

### Poezie
- Duhul pământului, Editura Cartea Românească, 1971.
- Davidiada, Editura Viață și Sănătate, 1998.
- Pe prag de seceră, Editura Graphé, 2006.
- Poezii, Brașov, Editura Pastel, 2012.
- Albe poeme pentru Creola, publlicat pe Amazon, 2013 (Ebook).

### Prezență în Antologii
- Testament - Anthology of Romanian Verse - American Edition - monolingual English language edition - Daniel Ionita (editor and principal translator) with Eva Foster, Daniel Reynaud and Rochelle Bews - Australian-Romanian Academy Publishing - 2017 - ISBN 978-0-9953502-0-5
- Testment – 400 Years of Romanian Poetry – 400 de ani de poezie românească – bilingual edition – Daniel Ioniță (editor and principal translator) with Daniel Reynaud, Adriana Paul & Eva Foster – Editura Minerva, 2019 – ISBN 978-973-21-1070
- Romanian Poetry from its Origins to the Present – bilingual edition English/Romanian – Daniel Ioniță (editor and principal translator) with Daniel Reynaud, Adriana Paul and Eva Foster – Australian-Romanian Academy Publishing – 2020 – ISBN 978-0-9953502-8-1 ; LCCN 2020-907831

### Publicații cu caracter științific
- Mihai Ralea, vocația eseului - studiu critic, București, Editura Cartea Românească, 1973.
- Cuvântul și pietrele, București, Editura Omega Ideal, 1990.
- Mihai Ralea (teza de doctorat), București, Editura Card, 1996.
- Cuvântul și cuvintele, Editura Viața și Sănătate, 1998.
- Stilistica limbii române, Editura Viața și Sănătate, 1999.
- Etic și estetic, București, București, Editura Card, 2000.
- Creștinism și culturi populare, București, Editura Omega Ideal, 2001.
- Sociolingvistică română, București, Editura Card, 2001.
- Comunicare sapiențială, București, Editura Card, 2002.
- Comunicare transculturală, București, Editura Cartea Românească, 2003.
- Stiluri și metode de comunicare, București, Editura Aramis, 2003.
- Instituții europene și tehnici de negociere, Editura Universității din București, 2003.
- Efficient Strategies of Communication, Pasadena, CA., American Seminar Leaders Association, 2003.
- Communication and Teaching, Pasadena, America Seminar Leaders Association, 2004.
- Strategii eficiente de comunicare, București, Editura Cartea Universitara, 2004.
- Tehnici de redactare, Casa de editură Viață și sănătate, 2007 (ediția a II-a).
- Cultură și interculturalitate, Cluj-Napoca, Editura Limes, 2009.
- Istoria politică a literaturii române postbelice, București, Editura RAO, 2014.

### Cursuri universitare
- Metode de comunicare, Universitatea Independentă Titu Maiorescu, 1991.
- Tehnici de redactare, Universitatea Independentă Titu Maiorescu, 1993.
- Arheologie biblică, I.T.A., 1995.
- Redactare de texte pentru media, Editura Societății de Mâine, 1999
- Comunicarea, Facultatea de Sociologie și Asistență Socială a Universității București, 2004.
- Cercetare și redactare, Facultatea de Sociologie și Asistență Socială a Universității București, 2003.
- Antropologie culturală, Facultatea de Teologie Baptistă-Universitatea București, 2002.
- Comunicarea în sistemul de sănătate (Master), Facultatea de Sociologie și Asistență Socială, 2003.
- Strategii eficiente de comunicare, București, Editura Cartea Universitară, 2004.
- Problematica socială în literatură și artă
- Comunicare interculturală

### Co-autor
- Curs de limba română pentru studenții străini din anii I-II, Universitatea București, 1978.
- Marin Preda - necunoscut de Victor Craciun ; cu mărturii de Cornel Popescu, Petre Anghel, Eugenia Anghel Miulescu et al, Editura Semne, 2009.
- Folclor literar, Cernica, Editura Eita, 1998 (cu Nicolae Constantinescu).
- Institutional Support to the Ministry of Labour and Social Solidarity DFID, Birks Sinclaire & Associates Ltd, 2001 (cu Jess Price, Angela Taylor).
- 100 cei mai mari scriitori români, Editura Lider, 2003.
- Elemente de antropologie în Vechiul Testament și în folclorul românesc, Editura Omega-Ideal, 2005 (cu Mirela Boteanu).
- Enciclopedia valorilor reprimate: războiul împotriva culturii române: (1944-2009), Mica Valahie, 2009.